# Avinguda de França
L'avinguda de França és una avinguda de l'est de la ciutat de València. Es tracta d'una de les avingudes de més recent construcció i una de les zones amb edificis de pisos d'alt nivell adquisitiu. Està dividida en dos trams separats per les vies del ferrocarril que se soterren al carrer d'Eivissa, per tant es troba encara inconnexa i inacabada.
El tram finalitzat s'inicia a la intersecció giratòria del passeig de l'Albereda amb el pont del Regne i finalitza al carrer d'Eivissa. Es creua amb el carrer del Pare Tomàs de Montañana, el carrer del Pintor Maella i el carrer de Menorca. Travessa d'oest a est el sud del districte de Camins al Grau, concretament el barri de Penya-Roja, i limita també entre el carrer de Menorca i el carrer d'Eivissa amb el barri de La Creu del Grau al nord.
El tram per construir es troba a l'est de les vies del ferrocarril, ja dins el poblat marítim del Grau, i partiria des del carrer d'Eivissa fins a l'antiga estació de tren del Grau a l'avinguda de Manuel Soto.
Forma part dels eixos paral·lels que connecten el centre de la ciutat amb la façana marítima: port i passeig marítim. Formen part d'aquests eixos les avingudaes de Tarongers, Blasco Ibáñez, del Port i de les Balears. L'avinguda de França en concret forma junt al pont del Regne i l'avinguda del Regne de València una via de comunicació entre la Ciutat Vella i Russafa amb el port.

## Nom
Està dedicada al país de França en record de les antigues vies de ferrocarril que al segle xix travessaven l'actual avinguda fins a l'estació del Grau i també en direcció al nord entre la ciutat i els poblats marítims, cosa que formava la via de comunicació més ràpida amb França i la resta del continent europeu.

## Història
L'avinguda construïda en la dècada de 1990 es troba sobre el traçat aproximat de l'antic Camí de Penya-Roja, zona propera a la desembocadura del vell llit del riu Túria. Es troba també sobre l'eix que formaven les vies de ferrocarril que unien la ciutat de València amb El Grau i, per tant, amb el port de València, una de les primeres vies fèrries de la península Ibèrica. La seua construcció i tota l'edificació del barri de Penya-Roja va unida a la construcció de la Ciutat de les Arts i les Ciències, complex arquitectònic que va revitalitzar tota la zona sud-est de la ciutat donant-li un fort aire de vanguardisme, modernitat i luxe, imatge llunyana al seu passat industrial i marginal de l'extraradi de la ciutat. La construcció dels grans magatzems de El Corte Inglés i d'Aqua Multiespacio a pocs metres de l'avinguda van acabar per popularitzar l'avinguda.

## Elements importants

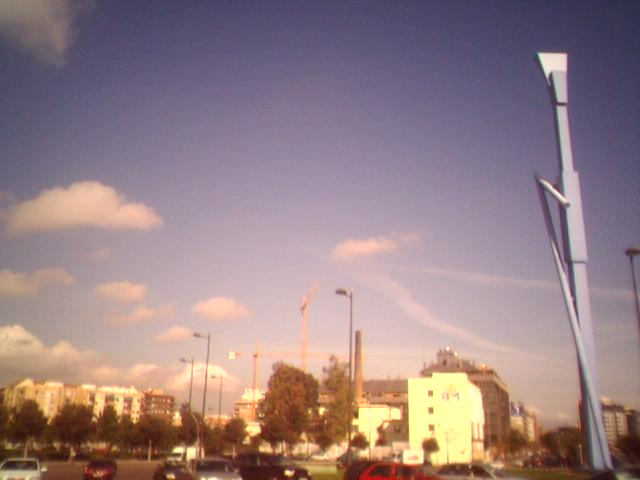
El Parotet.

L'avinguda comença amb les escultures en bronze dels guardians del pont del Regne, semblants a unes gàrgoles. A continuació es troba el Parotet de l'escultor Miquel Navarro al centre de la intersecció giratòria de l'encreuament amb el pont de Montolivet i el carrer del Pare Tomàs de Montañana. Just al costat es troba la Torre de França, edifici de color blanc que ha estat durant uns anys el més alt de la ciutat amb 115 metres, fins que el 2006 va ser superat per l'Hotel Hilton València (actual hotel "Melià Palau de Congressos") amb 117 metres d'altura. Tots dos han estat superat pel pont de l'Assut de l'Or amb 123 metres.
A pocs metres de l'avinguda es troba la Ciutat de les Arts i les Ciències, i també els grans magatzmes de El Corte Inglés, que és conegut com a "El Corte Inglés de l'Avinguda de França" a pesar de no estar en l'avinguda sinó entre el carrer del Pintor Maella i el carrer de Menorca. Al mateix carrer de Menorca es troba el centre comercial Aqua amb un hotel, sales de cinema, gimnàs, supermercat, tendes de moda i restauració.
Els hotels Opera València i AC València es troben també a un pas de l'avinguda pel carrer de Menorca, mentre que prop de la fi del tram construït de l'avinguda, vora el carrer d'Eivissa es troba el major poliesportiu de la ciutat dedicat al pàdel a les antigues naus industrials de les fàbriques de fertilitzants "Cross". Un poc més al sud trobem altra nau industrial que ha estat restaurada com a "Església dels Beats Màrtirs Valencians".
A la part inacabada de l'avinguda, dins el barri del Grau, es troba la part sud-oest del Circuit urbà de València, concretament a la zona de les corbes finals del circuit abans d'arribar a la meta situada en l'avinguda de Manuel Soto. Esta nova zona d'expansió del barri del Grau està encara per edificar i de moment sols s'obri al pas durant la celebració del Gran Premi d'Europa de Fórmula 1. Es troba també molt prop el cementeri del Grau, vora al vell llit del riu Túria.
Finalitza a l'antic "carrer de l'Estació", amb l'edifici de l'antiga estació de tren del Grau a l'avinguda de Manuel Soto, ja a les portes del port de València.

## Transports
Donen servei a l'avinguda les línies d'autobusos de l'EMT de València: 1, 19, 35, 40 i N9, mentre que la part encara sense finalitzar es troba amb una parada a l'avinguda de Manuel Soto de les línies: 3, 4, 30 i N8.
MetroValencia té planificat que pel carrer del Pintor Maella passe en el futur la línia 6 del tramvia orbital, travessant així l'avinguda de França, i hi ha possibilitat que algun ramal de la futura línia 2 també passe per l'avinguda.